# Hydrochloride

Trimethylammoniumchlorid als Beispiel für ein organisches Hydrochlorid; die Wasserstoffbrückenbindungen sind gestrichelt gezeichnet und blau markiert. Detaillierte Untersuchungen belegen, dass die Strukturformel ganz oben dieses Salz am besten beschreibt.

Hydrochloride sind Salze organischer Basen mit Salzsäure. Oft sind Hydrochloride Salze primärer, sekundärer oder tertiärer Amine, die sich in einer Neutralisationsreaktion mit Salzsäure (HCl) bilden:
{\displaystyle \mathrm {R_{3}N+HCl\longrightarrow R_{3}NH^{+}+Cl^{-}} }
Die Reaktion verläuft analog der Reaktion von Ammoniak mit HCl, bei der sich Ammoniumchlorid (NH4Cl) bildet. Hydrochloride enthalten wie alle Chloride das Chlorid-Anion (Cl−) und sind daher Salze. Hydrochloride sind im Vergleich zu ihren Stammverbindungen (meist Amine) meist besser wasserlöslich und lassen sich leichter durch Umkristallisation reinigen. Die Hydrochloride von Aminen sind deutlich stabiler und resistenter gegenüber Alterung – erkennbar an Verfärbung – als die freien basischen Amine.
Bei komplizierten Molekülen mit mehreren basisch reagierenden funktionellen Gruppen (siehe Alkaloide, Lysin), bei denen sich die protonierte Gruppe nicht genau festlegen lässt, werden Hydrochloride oft graphisch wie folgt dargestellt:
{\displaystyle \mathrm {R_{3}N+HCl\longrightarrow R_{3}N\cdot HCl} }
Bei der Reaktion von organischen Diaminen mit überschüssiger Salzsäure entstehen Dihydrochloride (Beispiele: Arsphenamin, Cetirizin, Flunarizin, Flurazepam, Meclozin und Sapropterin), die zwei Äquivalente Chlorwasserstoffsäure (HCl) salzartig gebunden enthalten. Wenn man äquimolare Mengen eines organischen Di- oder Triamins mit Salzsäure  umsetzt erhält man ein Monohydrochlorid.

## Verwendung
Viele basische Arzneistoffe werden aufgrund der meist besseren Wasserlöslichkeit und Bioverfügbarkeit als Hydrochloride eingesetzt. Wasserlösliche Salze ermöglichen die Herstellung von wässrigen Lösungen wie beispielsweise Injektions- und Infusionslösungen, Augentropfen, Nasensprays. Bei oral anzuwendenden Arzneiformen ist Wasserlöslichkeit oftmals die Voraussetzung für die Freisetzung des Arzneistoffes aus der Arzneiform im Magen-Darm-Trakt. Nur aus der Arzneiform (Tablette, Kapsel, Dragee etc.) freigesetzte Arzneistoffe  können überhaupt resorbiert werden. Auch technische Aspekte (Stabilität, Löslichkeit, Verarbeitbarkeit) spielen vielfach eine Rolle für den Einsatz der Hydrochloride von Arzneistoffen.
Hydrochloride in verbreitet angewendeten Arzneimitteln sind beispielsweise jene des Xylometazolins, Ambroxols und Metformins. Allein das Europäische Arzneibuch beschreibt gut 200 Hydrochloride als Arzneistoffe, der Arzneimittel-Stoffkatalog (ASK) bzw. das Arzneimittel-Informationssystem enthält mehr als zweitausend Hydrochloride.

## Analoge Salze
Die Hydrochloride zählen zur Stoffklasse der Hydrohalogenide. Dazu zählen weiterhin die Hydrofluoride, Hydrobromide und Hydroiodide.